# Hope Town District
Hope Town District är ett distrikt i Bahamas. Det ligger på ön Abaco i den norra delen av landet, 190 km norr om huvudstaden Nassau. Antalet invånare är 500.
Ytterligare öar i ditriketet är Anna Cay, Elbow Cay, Great Guana Cay och Green Turtle Cay.
Klimatet i området är tempererat. Årsmedeltemperaturen i trakten är 23 °C. Den varmaste månaden är juli, då medeltemperaturen är 26 °C, och den kallaste är februari, med 17 °C. Genomsnittlig årsnederbörd är 1 475 millimeter. Den regnigaste månaden är juli, med i genomsnitt 238 mm nederbörd, och den torraste är januari, med 16 mm nederbörd.